# Iiyama (miasto)
Iiyama (jap. 飯山市 Iiyama-shi) – miasto w środkowej części wyspy Honsiu w Japonii w prefekturze Nagano.

## Położenie
Miasto położone w północnej części prefektury Nagano nad rzeką Shinano. Miasto graniczy z:
- Nakano.

W prefekturze Niigata z:
- Jōetsu
- Myōkō

## Historia
- 1 sierpnia 1954 Iiyama otrzymała status miasta[potrzebny przypis].